# Liste der Monuments historiques in Origny-le-Sec
Die Liste der Monuments historiques in Origny-le-Sec führt die Monuments historiques in der französischen Gemeinde Origny-le-Sec auf.

## Liste der Objekte
| Bezeichnung                          | Beschreibung                                                 | Standort                      | Kennzeichnung | Schutzstatus | Datum | Bild |
| ------------------------------------ | ------------------------------------------------------------ | ----------------------------- | ------------- | ------------ | ----- | ---- |
| Skulptur Heilige Sabina              | Kalkstein, farbig gefasst und übertüncht, 16. Jahrhundert    | in der Kirche St-Denis (Lage) | PM10001435    | Classé       | 1980  |      |
| Pietà                                | Kalkstein, farbig gefasst und übertüncht, 16. Jahrhundert    | in der Kirche St-Denis (Lage) | PM10001434    | Classé       | 1980  |      |
| Gemälde Heiliger Dionysius von Paris | Ölfarbe auf Leinwand, um 1800                                | in der Kirche St-Denis (Lage) | PM10004096    | Inscrit      | 1985  |      |
| Taufbecken                           | Kalkstein, 17. Jahrhundert                                   | in der Kirche St-Denis (Lage) | PM10004095    | Inscrit      | 1985  |      |
| Skulptur Madonna mit Kind            | Kalkstein, farbig gefasst, erste Hälfte des 16. Jahrhunderts | in der Kirche St-Denis (Lage) | PM10001433    | Classé       | 1908  |      |